# Micronycteris
Genre
Micronycteris est un genre de chauves-souris.

## Liste d'espèces
Selon ITIS (25 nov. 2012) :
- Micronycteris behnii (Peters, 1865)
- Micronycteris brachyotis (Dobson, 1879)
- Micronycteris daviesi (Hill, 1964)
- Micronycteris hirsuta (Peters, 1869)
- Micronycteris megalotis (Gray, 1842)
- Micronycteris minuta (Gervais, 1856)
- Micronycteris nicefori Sanborn, 1949
- Micronycteris pusilla Sanborn, 1949
- Micronycteris schmidtorum Sanborn, 1935
- Micronycteris sylvestris (Thomas, 1896)

Selon Mammal Species of the World (version 3, 2005)  (25 nov. 2012) :
- Micronycteris brosseti
- Micronycteris hirsuta
- Micronycteris homezi
- Micronycteris matses
- Micronycteris megalotis
- Micronycteris microtis
- Micronycteris minuta
- Micronycteris sanborni
- Micronycteris schmidtorum